# Lion dévorant un lapin
Lion dévorant un Lapin est une peinture à l'huile sur toile d'Eugène Delacroix peinte vers 1855. Le tableau mesure 46,5 × 55,5 cm (hauteur × largeur).
L'œuvre est exposée, au musée du Louvre, à Paris.